# Hemerobius rizali
Hemerobius rizali är en insektsart som beskrevs av Banks 1920. Hemerobius rizali ingår i släktet Hemerobius och familjen florsländor. Inga underarter finns listade i Catalogue of Life.